# 愛知県道459号名鉄一宮停車場線
愛知県道459号名鉄一宮停車場線（あいちけんどう459ごう めいてついちのみやていしゃじょうせん）は、愛知県一宮市内を走る一般県道である。

## 概要

### 路線データ
- 起点：名鉄一宮停車場（旧・新一宮停車場）
- 終点：愛知県一宮市平和（国道155号交点）

## 沿革
- 1972年9月16日：一般県道新一宮停車場線として認定。
- 2007年11月1日：一般県道名鉄一宮停車場線に改称。

## 通過する自治体
- 愛知県
  - 一宮市

## 接続する道路
- 国道155号（一宮市・神山2交差点）

## 別名
- 新生平和通り（一宮市）

## 周辺
- 名鉄名古屋本線・尾西線 名鉄一宮駅
- JR東海道本線 尾張一宮駅
- 一宮市立神山小学校
- 修文大学